# Джан Келеш
Джан Келеш (тур. Can Keleş, нар. 2 вересня 2001, Відень, Австрія) — австрійський футболіст турецького походження, нападник клубу «Аустрія».

## Ігрова кар'єра

### Клубна
Джан Келеш народився у місті Відень у родині переселенців з Туреччини. Займатися футболом починав у клубах нижчих ліг чемпіонату Австрії. Пізніше займався у столичному клубі «Рапід». У 2013 році футболіст приєднався до академії іншого столичного клубу «Аустрія». Перший професійний контракт з клубом Келеш підписав 21 серпня 2020 року, продовжуючи грати за дублюючий склад.
Першу гру в основі Келеш провів 17 липня 2021 року у рамках Кубку Австрії. У березні 2022 року Келеш підписав новий контракт з клубом, дія якого розрахована до 2026 року.

### Збірна
З 2017 року Джан Келеш захищав колькори юнацьких збірних Австрії. У березні 2022 року отримав виклик до молодіжної збірної Австрії.